# Israelische Badmintonmeisterschaft 1995
Die Israelische Badmintonmeisterschaft 1995 war die 19. Austragung der nationalen Titelkämpfe von Israel im Badminton.

## Sieger und Finalisten
| Disziplin    | Gold                             | Silber                        |
| ------------ | -------------------------------- | ----------------------------- |
| Herreneinzel | Leon Pugach                      | Eli Raymond                   |
| Dameneinzel  | Svetlana Zilberman               | Shoshana Moses                |
| Herrendoppel | Amir Moses Reuven Moses          | Yoni Azran Eli Raymond        |
| Damendoppel  | Sigalit Moses Svetlana Zilberman | Shoshana Moses Ira Srabrinski |
| Mixed        | Reuven Moses Svetlana Zilberman  | Yoni Azran Shoshana Moses     |